# David Hearn
David Hearn, född den 17 april 1959 i Bethesda, Maryland, är en amerikansk kanotist.
Han tog VM-guld i C-1 i slalom 1995 i Nottingham.